# Gonaphodiellus fastigatus
Gonaphodiellus fastigatus är en skalbaggsart som beskrevs av Schmidt 1908. Gonaphodiellus fastigatus ingår i släktet Gonaphodiellus och familjen Aphodiidae. Inga underarter finns listade i Catalogue of Life.